# Laphria leucoprocta
Laphria leucoprocta là một loài ruồi trong họ Asilidae. Laphria leucoprocta được Wiedemann miêu tả năm 1828.